# Carla Ribas
Carla Ribas (Rio de Janeiro, 26 de março de 1958) é uma atriz brasileira.

## Biografia
Nascida no Rio de Janeiro, é formada em Desenho Industrial e começou sua carreira de atriz aos 35 anos de idade. Dedicou-se aos estudos da arte dramática fazendo oficinas de ator com Fátima Toledo, Walter Rippel, Eduardo Milewicz, Eduardo Wotzik, Camila Amado, Marcio Libar, Christiane Jatahy, André Paes Leme, Domingos Oliveira, Yoshi Oida, Gerald Thomas, Josie Antello, Moacir Chaves, Juliana Carneiro da Cunha, Cláudia Câmara, Luis Mello, Daniel Herz e Suzana Kruguer, Antunes Filho, Denise Courtouké, Moacyr Góes, Leon Góes, David Herman, José Possi Neto, Paulo Betti, Luis de Lima e Elias Andreato.
A respeito de seu trabalho em A Casa de Alice, Luiz Carlos Merten, crítico de cinema do jornal O Estado de S. Paulo, escreveu: "Em sua estreia no cinema, a atriz de teatro Carla Ribas sobe imediatamente ao pódio das maiores interpretações femininas da história do cinema no País".

## Carreira

### Teatro
| Ano  | Título                        | Personagem             | Direção                         |
| ---- | ----------------------------- | ---------------------- | ------------------------------- |
| 2019 | Folhas de Vidro               | Liz                    | Alexandre Varella, Michel Blois |
| 2018 | Hannah Arendt: Uma Aula Magna | Hannah Arendt          | Eduardo Wotzik                  |
| 2013 | A Sala de Jantar              | Vários                 | Rogério Martins                 |
| 2012 | A Gaivota                     | Arkádina               | Bruno Siniscalchi               |
| 2011 | Breve Encontro                | Laura                  | Eduardo Wotzik                  |
| 2010 | Millôr Impossível             |                        | Eduardo Wotzik                  |
| 2010 | O Diário de Anne Frank        | Srª. Van Daan          | Robert Castle                   |
| 2009 | O Interrogatório              | Testemunha 4           | Eduardo Wotzik                  |
| 2008 | Hamlet                        | Gertrudes              | Aderbal Freire Filho            |
| 2005 | Madame                        | Mãe / Boneca / Velhice | Dani Amorim, Luciana Borghi     |
| 2001 | Mundo Pânico                  | Vários                 | Roberto Alvim                   |
| 2001 | Cenas de uma Execução         | Galáctia               | Christina Streva                |
| 2001 | Sinfonia Metástase            | Vários                 | Roberto Alvim                   |
| 2000 | Navalha na Carne              | Neusa Sueli            | Eduardo Wotzik                  |
| 1998 | O Banquete de Platão          | Diotima                | Gilberto Loureiro               |
| 1997 | Não Consultes Médico          | Adelaide               | Ricardo Maurício                |
| 1997 | O Protocolo                   | Elisa                  | Ricardo Maurício                |
| 1997 | Lição de Botânica             | Helena                 | Ricardo Maurício                |
| 1996 | A Ver Estrelas                | Débora                 | João Falcão                     |
| 1995 | O Feitiço da Mariposa         | Dona Barata            | Eduardo Birman                  |
| 1995 | Antígona                      | Coro                   | Moacyr Góes                     |
| 1995 | Édipo Rei                     | Coro                   | Moacyr Góes                     |

### Cinema
| Ano  | Título                       | Personagem       | Direção                                                            |
| ---- | ---------------------------- | ---------------- | ------------------------------------------------------------------ |
| 2024 | A Procura de Martina         | Hilda            | Marcia Faria                                                       |
| 2024 | Ainda Estou Aqui             | Martha           | Walter Salles                                                      |
| 2020 | Marighella                   | Gorete           | Wagner Moura                                                       |
| 2020 | Três Verões                  | Branca           | Sandra Kogut                                                       |
| 2018 | Chacrinha: O Velho Guerreiro | Florinda Barbosa | Andrucha Waddington                                                |
| 2018 | Dias Vazios                  | Irmã Corina      | Robney Bruno Almeida                                               |
| 2016 | Aquarius                     | Cleide           | Kleber Mendonça Filho                                              |
| 2015 | Campo Grande                 | Regina           | Sandra Kogut                                                       |
| 2014 | Tribuna de Honra             |                  | Marcelo Grabowsky, Aline Portugal, Julia de Simone, Ricardo Pretti |
| 2011 | O Abismo Prateado            | Elvira           | Karim Aïnouz                                                       |
| 2011 | O Cavalo                     | Mulher           | Joana Mariani                                                      |
| 2011 | Gisela                       | Gisela           | Felipe Sholl                                                       |
| 2011 | Testemunha 4                 | Ela mesma        | Marcelo Grabowsky                                                  |
| 2010 | Quincas Berro D'Água         | Otacília         | Sérgio Machado                                                     |
| 2009 | Jantar em Família            | Mãe              | João Villela                                                       |
| 2008 | Cotidiano                    | Mulher           | Joana Mariani                                                      |
| 2007 | A Casa de Alice              | Alice            | Chico Teixeira                                                     |
| 2006 | No Meio da Rua               | Joana            | Antonio Carlos da Fontoura                                         |
| 2004 | O Outro Lado da Rua          | Amiga            | Marcos Bernstein                                                   |

### TV
| Ano  | Título               | Personagem                          | Direção                                                  | Emissora   |
| ---- | -------------------- | ----------------------------------- | -------------------------------------------------------- | ---------- |
| 2020 | Reality Z            | Ana                                 | Cláudio Torres, Rodrigo Monte                            | Netflix    |
| 2018 | O Mecanismo          | Samira Rangel                       | José Padilha, Marcos Prado, Felipe Prado                 | Netflix    |
| 2017 | Sob Pressão          | Dona Eugênia                        | Andrucha Waddington                                      | Rede Globo |
| 2016 | Me Chama de Bruna    | Stella                              | Márcia Faria                                             | Fox Brasil |
| 2011 | Divã                 | Stela Maria                         | Jayme Monjardim                                          | Rede Globo |
| 2011 | Oscar Freire 279     | Cíntia                              | Márcia Faria                                             | Multishow  |
| 2008 | Alice                | Irislene Aparecida de Paula Zanetti | Karim Aïnouz, Sérgio Machado, Jonny Araujo, Marcia Faria | HBO        |
| 2007 | Antônia              | Dona da loja                        | Tata Amaral                                              | Rede Globo |
| 2003 | Mulheres Apaixonadas | Rosana                              | Ricardo Waddington                                       | Rede Globo |
| 2001 | Estrela Guia         | Vera                                | Denise Saraceni                                          | Rede Globo |
| 2001 | Brava Gente          | Isabel do Brasil                    | Guel Arraes, Jayme Monjardim                             | Rede Globo |

## Prêmios
| CINE PE | 2018 | Melhor Atriz Coadjuvante | Venceu |

| PREMIO GUARANI DE CINEMA BRASILEIRO | 2017 | Melhor Atriz | Indicada |

| MIAMI INTERNATIONAL FILM FESTIVAL | 2009 | Premio Especial de Melhor Performance | Venceu |
| 16 VITORIA CINE VIDEO             | 2009 | Melhor Atriz                          | Venceu |

| MIAMI INTERNATIONAL FILM FESTIVAL                                       | 2007 | Premio Especial do Grande Juri | Venceu   |
| XXI GUADALAJARA INTERNATIONAL FILM FESTIVAL                             | 2007 | Melhor Atriz                   | Venceu   |
| 11 FESTIVAL QUEER LISBOA                                                | 2007 | Menção Especial                | Venceu   |
| FESTIVAL DO RIO                                                         | 2007 | Melhor Atriz                   | Venceu   |
| 31 MOSTRA INTERNACIONAL DE CINEMA DE SÃO PAULO                          | 2007 | Premio Especial de Atriz       | Venceu   |
| 3 FESTCINE GOIANIA                                                      | 2007 | Melhor Atriz                   | Venceu   |
| CERO LATITUD - 5 FESTIVAL DE CINE DE QUITO                              | 2007 | Menção Especial                | Venceu   |
| APCA - ASSOCIAÇÃO PAULISTA DE CRITICOS DE ARTE                          | 2007 | Melhor Atriz                   | Venceu   |
| IV PREMIO FIESP/SESI DO CINEMA PAULISTA                                 | 2008 | Melhor Atriz                   | Venceu   |
| FESTIVAL SESC DOS MELHORES FILMES DE 2008                               | 2008 | Melhor Atriz Pela Crítica      | Venceu   |
| ACIE - ASSOCIAÇÃO DOS CORRESPONDENTES DE IMPRENSA ESTRANGEIRA DO BRASIL | 2008 | Melhor Atriz                   | Venceu   |
| 16 PROVIDENCE LATIN AMERICAN FILM FESTIVAL - PLAFF - Rhode Island       | 2008 | Melhor Atriz                   | Venceu   |
| FESTIVAL INTERNACIONAL DE CINEMA DE KUALA LUMPUR - Malásia              | 2008 | Melhor Atriz                   | Venceu   |
| XII FESTIVAL INTERNACIONAL DE CINE DE PUNTA DEL ESTE                    | 2009 | Melhor Atriz                   | Venceu   |
| PREMIO QUALIDADE BRASIL                                                 | 2008 | Melhor Atriz                   | Indicada |
| GRANDE PREMIO DO CINEMA BRASILEIRO                                      | 2008 | Melhor Atriz                   | Indicada |
| PREMIO GUARANI DE CINEMA BRASILEIRO                                     | 2009 | Melhor Atriz                   | Indicada |

| PREMIO MAMBEMBE | 1995 | Melhor Atriz Coadjuvante | Indicada |